# Велики бркати вечерњак
Велики бркати вечерњак (лат. Myotis brandtii) је врста слепог миша из породице вечерњака (лат. Vespertilionidae).

## Распрострањење
Врста је присутна у Албанији, Аустрији, Белгији, Белорусији, Бугарској, Грчкој, Данској, Естонији, Италији, Јапану, Јужној Кореји, Казахстану, Кини, Летонији, Литванији, Лихтенштајну, Луксембургу, Мађарској, Молдавији, Монголији, Немачкој, Норвешкој, Пољској, Румунији, Русији, Словачкој, Словенији, Србији, Турској, Уједињеном Краљевству, Украјини, Финској, Француској, Холандији, Хрватској, Црној Гори, Чешкој, Швајцарској, Шведској и Шпанији.

## Станиште
Велики бркати вечерњак има станиште на копну.
Врста је по висини распрострањена од нивоа мора до 1.800 метара надморске висине.

## Угроженост
Ова врста није угрожена, и наведена је као последња брига јер има широко распрострањење.

### Популациони тренд
Популација ове врсте је стабилна, судећи по доступним подацима.